# Bộ Đa man
Bộ Đa man (Hyracoidea) (từ tiếng Hy Lạp cổ đại: ὕραξ: hýrax, "shrewmouse", nghĩa là "chuột chù") gồm những loài động vật có vú ăn thực vật nhỏ gọi là đa man, thỏ đá hay chuột đá (tiếng Anh: Hyrax hay Dassie). Đa man là loài động vật có thân hình tròn trịa, lông dày và đuôi ngắn. Thông thường, chúng có chiều dài từ 30 đến 70 cm và nặng từ 2 đến 5 kg. Chúng thường hay bị nhầm lẫn với loài thỏ cộc pika (Bộ Thỏ) và các loài gặm nhấm (Bộ Gặm nhấm), nhưng có họ hàng gần gũi với voi và lợn biển hơn.
Năm loài còn sinh tồn được công nhận; đa man đá (Procavia capensis) và đa man đá đốm vàng (Heterohyrax brucei), cả hai loài này đều sống trên các mỏm đá, bao gồm các vách đá ở Ethiopia, và các mỏm đá hoa cương bị cô lập ở Nam Phi; đa man cây phương Tây (Dendrohyrax dorsalis), đa man cây phương Nam (D. arboreus), và đa man cây phương Đông (D, validus). Khu vực phân bố của chúng giới hạn ở Châu Phi, ngoại trừ loài đa man đá, chúng cũng được tìm thấy ở Trung Đông.

## Tập tính
Đa man thường làm hang ở những vùng núi đá, trông giống như động vật gặm nhấm, song lại có họ hàng gần với voi hơn. Chúng thích làm hang gần vùng dân cư sinh sống là do các đống đổ nát gạch, đá do con người tạo ra vì đa man rất thích nằm sưởi dưới ánh mặt trời ở gần cửa hang. Những đống đổ nát này tạo điều kiện lý tưởng cho chúng. Hiện nay, chúng không còn làm hang ở vùng núi đá mà đang di chuyển vào các khu vực dân cư Ga-li-lê, phá hủy mùa màng, ăn bất kỳ thừ gì chúng tìm thấy và còn truyền cả bệnh về da cho con người. Đa man đang làm gia tăng lo ngại cho người dân. Tuy nhiên không cần phải diệt trừ đa man, chỉ cần lấp các hang, kẽ hở trong đống đá, gạch đổ nát thì chúng sẽ tự động quay trở về hang đá.

## Các loài còn sinh tồn
- BỘ HYRACOIDEA
  - Họ Procaviidae
    - ChiDendrohyrax (đa man cây)
      - Dendrohyrax arboreus
      - Dendrohyrax dorsalis

    - Chi Heterohyrax
      - Heterohyrax brucei

    - Chi Procavia (đa man đá)
      - Procavia capensis

## Cây phát sinh loài
- Pliohyracidae
  - Geniohyinae
    - Seggeurius
    - Geniohyus

  - Saghatheriinae
    - Microhyrax
    - Meroehyrax
    - Selenohyrax
    - Bunohyrax
    - Pachyhyrax
    - Megalohyrax
    - Saghatherium
    - Thyrohyrax

  - Titanohyracinae
    - Antilohyrax
    - Titanohyrax

  - Pliohyracinae
    - Sogdohyrax
    - Kvabebihyrax
    - Prohyrax
    - Parapliohyrax
    - Pliohyrax
    - Postschizotherium
- Procaviidae
  - Procaviinae
    - Gigantohyrax
    - Procavia (đa man đá)
      - Procavia antigua
      - Procavia transvaalensis